# 로마 공화정의 계급 갈등
사회 계급상의 투쟁은 고대 로마 공화정의 플레브스(평민)와 파트리키(귀족) 간의 정치적 투쟁으로 기원 전 500년부터 기원 전 287년까지 지속된 것으로, 플레브스가 파트리키와의 정치적 평등을 이루기 위해서 벌인 것이다. 이 투쟁은 로마 공화정의 헌법이 형성되는 데 주역으로 작용하였다. 공화정이 자리잡고 얼마 되지 않아서 시작된 이 투쟁은 격화되는 과정에서 결국 평민층이 전쟁의 수행을 거부하고 성스러운 산으로 가 파업을 벌이는 결과를 불러온다. 이러한 첫 파업의 의의는 호민관의 설치와 평민층 역시 권력의 주체임을 처음으로 인식했다는 것이다.
처음에는 파트리키만이 공직에 대한 피선거권을 가지고 있었으나, 일련의 법적 개정을 거치면서 플레브스 또한 모든 공직의 피선거권을 얻을 수 있게 되었다. 공직에 진출한 인물은 대게 로마 원로원의 일원으로 받아들여졌기에 이러한 법의 개정은 로마 원로원을 파트리키만을 대표하는 기관에서 플레브스 명문가와 파트리키 모두를 대변하는 기관으로 거듭나도록 하였다. 이러한 발전은 플레브스의 대표기관인 플레브스 민회의 권한이 확대되는 과정과 병행되었다. 민회에서의 결의안인 국민투표는 처음에 플레브스만을 대상으로 적용되었지만, 기원전 339년 이후 최초의 플레브스 출신 독재관인 퀸투스 퍼블리리우스 필로에 의해 민회의 결의안은 파트리키에 대해서도 강제력을 갖추었으며, 이에 대해 원로원은 민회에 의해 승인된 수단을 통해 거부권을 행사할 수 있었다.

기원전 287년에 이르러서 파트리키 원로들은 민회에 대한 권력적 우위를 잃었다. 그러나 원로원의 파트리키-플레브스 귀족층은  플레브스 호민관과 원로 간의 사적 관계 등을 통해 플레브스 민회에 개입할 의도가 여전히 있었다. 이 갈등은 기원전 287년에 플레브스가 파트리키와 정치적인 평등을 달성하며 종결된 것으로 치부되지만, 플레브스 일반의 처지는 크게 달라지지 않았다. 소수의 플레브스 명문가가 등장했으며, 대부분의 플레브스 정치가들은 이 가문들에서 배출하게 되었다.

## 파트리키 시대 (기원전 494 ~ 367년)
계급 사이의 갈등은 공화정이 생기고 20년도 채 지나지 못해서 생겼다. 기존의 사회 구조상, 로마의 군대는 빈곤한 플레브스가 절대 다수를 차지했기 때문이다. 군 복무하는 기간 동안에 플레브스는 생계수단인 경작지를 버려둘 수밖에 없었다. 삶을 영위하기 위한 충분한 수입을 얻을 수 없었기 때문에 많은 이들은 파트리키에게 도움을 청해야만 했으며, 이는 그들을 착취와 노예화에 노출시켰다. 파트리키가 정치 권력을 독점했으므로, 플레브스는 현존하는 정치 체제 하에서는 도움을 기대할 수 없었고, 유일한 해결책은 파업하는 것 뿐이었다. 기원전 494년에 로마는 3개의 이탈리아계 부족(아이꼬외, 사비니, 볼쉬)와 전쟁 중이었는데, 루시우스 시시니우스 벨루투스의 조언을 받은 플레브스 군사들은 전투를 거부하고 로마 외곽에 위치한 성산으로 퇴각하였다. 이로 인해서 파트리키는 플레브스가 그들만의 회의를 소집할 권리를 인정해 플레브스 민회가 탄생했고, 그들의 권익을 보호할 공직인  호민관을 선출할 권리 역시 인정하는 협상을 맺게 되었다.
기원전 5세기에는 플레브스 사이에서 공화국이 새로이 점령한 토지를 분배하는 원칙을 담은 농지법을 새로 개정하고자 하는 목소리가 계속하여 제기되었으나, 호민관에 의해 지지되었을 뿐, 유의미한 결과로 이어지지는 못하였다.
기원전 471년에 렉스 퍼브리리아가 통과되었다. 해당 법안으로 인해 호민관의 선거가 트리부스 민회에서 주관하게 되면서, 호민관은 로마의 공직자와 파트리키로부터 독립적일수 있게 되었다. 더는 호민관 후보자들이 파트리키와 이해관계로 얽혀있지 않게 되었기 때문이다.
공화국 초기에 플레브스는 공직에 진출할 수 없었다. 호민관과 조영관 모두 플레브스에 의해서만 추대된 직책이므로 제도적으로는 공직이 아니었기 때문이다. 비록 호민관들이 플레브스에 불리한 입법을 저지하고자 주기적으로 노력했으나, 파트리키는 자신들에게 보다 우호적인 호민관을 지원하며 이러한 시도를 무마하려고 했다. 일례로 기원전 448년에 10명의 호민관 중 5명 만이 선출되자 선출된 이들의 추천으로 공석을 채우게 되었는데, 파트리키의 개입으로 2명의 호민관은 파트리키 출신에서 차지하게 되었다. Patricians가 파트리키가 이와 같은 방식으로 미래의 선거에 개입 및 실제로 그 직책을 차지할 수 있다는 우려가 제기되었고, 이는 호민관직이 현직 호민관의 추천으로 임명되는 것을 금지하는 법안인 렉스 트레보니아의 통과로 이어졌다.
기원전 445년에 플레브스는 최고위 공직인 집정관의 피선거권을 요구했으나 로마 원로원은 이 요구를 거부했다. 궁극적으로 협상이 타결되었는데, 집정관의 피선거권은 파트리키가 독점하되, 집정관의 권한 중 일부가 제한된 수의 대대장(트리부스 밀리툼)이 행사할 수 있도록 허가했다. 이처럼 일부치권을 위임받은 개인들은 집정 대대장으로 불리었는데, 이들은 군인들의 회의인 켄투리아 민회에서 선거되었다. 다만 원로원은 어떤 경우에도 이 선거의 결과에 대해 거부권을 행사할 수 있었다.  이것은 플레브스가 파트리키를 상대로 정치적 평등이라는 업적을 이루기 위해 행했던 첫 시도였다.
기원전 400년경부터 로마는 볼쉬족, 라틴족과 같이 인접한 부족들을 상대로 일련의 전쟁을 계속해서 벌여왔다. 이 과정에서 플레브스들은 군대에 들어가 전쟁에서 싸워야 했으나, 파트리키들은 실질적인 참전없이 전리품들을 독점했다. 과도한 궁핌함에 노출된 플레브스들은 이제는 정당한 보상을 받을 수 있기를 바랬고, 이러한 요구에 발맞추어 호민관인 가이우스 리시니우스 스톨로와 루시루스 섹스티우스 라터라누스는 기원전 367년에 플레브스의 경제적 궁핍을 구제하기 위한 리키니우스-섹스티우스 법을 통과시켰다. 하지만 이 법안은 단순히 빈민 구제를 넘어, 집정관직에 플레브스 출신 인물이 반드시 포함되도록 강제하는 내용을 담고 있었다. 플레브스에게 집정관직을 허가한 이유는 기원전 366년에 신설된 관직인 법무관과 조영관을 파트리키가 독점했기 때문으로 여겨진다.
공화정이 자리잡은 직후, 백부장 회의는 공직자 임명이나 법 제정, 재판을 도맡으며 주요 의회로 자리잡았다. 한편, 이 무렵에 플레브스는 플레브스 민회의 전신이 되는 비공식 회의를 쿠리아 민회 내부에서 열었다. 그들은 쿠리아, 즉 씨족에 근거해서 조직되었기 때문에 파트리키 후원자들에게서 자유롭지 못했다. 기원전 471년에 호민관 볼레로 퍼블리리우스에 의해 새 법안이 통과되었는데, 이 법안에 따라서 플레브스는 씨족단위에서 벗어나 부족단위로 결집하게 되었다. 따라서 비공식 결사체였던 씨족 회의는 부족 회의로 거듭났으며, 이 덕분에 플레브스는 파트리키의 과도한 정치적 개입으로부터 일부 자유로워질 수 있었다.
왕정기 동안에 로마의 국왕은 자신을 보좌할 2인의 기사를 임명했는데, 이들의 권한은 왕정의 붕괴 이후 2인의 집정관에게 이전되었다. 그러나 BC 447년에 키케로는 집정관을 제외한 타 공직자들이 재판관에 의해 열린 부족적 회의에서 선출되기 시작했다고 말한다. 부족적 총회'라는 용어에 대한 동시대 기록은 일반적으로 플레브스 민회를 지칭한다. 다만, 여기서 키케로가 언급한 회의는 파트리키와 플레브스가 모두 포함된 부족적 총회이며, 이는 초계급적 부족 회의가 기록에 드러난 첫 사례로, 이는 플레브스에게 있어 유의미한 정치적 행보로 여겨진다. 파트리키들은 당연히도 이 총회의에서 투표권을 갖고 있었으나, 그들의 수는 로마 내에서 소수였다. 따라서 대부분의 유권자들은 플레브스였는데, 이러한 비대칭적 구성의 총회의에서 선출된 공직자는 두 계급 모두에게 강제력을 행사할 수 있었다. 따라서 이 총회의를 기점으로 플레브스는 비로소 파트리키에 대해 간접적으로 우위를 점한 것으로 여겨진다.  '
그 당시의 기록에서 공동 부족 회의와 플레브스 민회 사이의 구분은 명확하지 못하며, 이로 인해 공동 부족 회의의 존재는 간접적 혹은 정황상의 증거만으로 파악되는 특성이 있다. 기원전 5세기에 일련의 개혁안들(이를테면 leges Valeria Horatio)이 통과되었는데, 이로 인해서 플레브스 민회에서 통과된 법안은 온전한 로마법으로 인정되어 파트리키에게도 구속력을 행사하게 되었다. 이러한 개혁안들이 통과되기 이전의 호민관들은 자신들에게 보장된 신성 불가침권을 이용해 원로원, 총회, 판사들의 결정을 거부하는 수준에 만족해야만 했다. 하지만 평의회 역시 하나의 온전한 입법주체로 인정되자, 평의회를 주재하는 호민관들은 비로소 적극적으로 활동할 수 있게 되었다.

## 계급 갈등의 종식(기원전 367-287년)
기원전 367년에 리키니오-섹스티안 법이 통과된 후 수십 년 동안, 플레브스에게 파트리키와의 정치적 평등을 보장하는 일련의 법이 통과되었다. 기원전 287년에 통과된 호르텐시우스 법을 기점으로 파트리키 시대는 온전하게 종식되었다고 여겨진다. 총조영관직이 처음 생겼을 때, 이 공직의 피선거권은 파트리키가 독점했다. 그러나 결국 평민과 귀족 사이에 이례적인 합의가 이루어졌다. 총조영관직의 피선거권은 일반적으로 파트리키의 고유한 권한으로 인정하되, 격년으로 플레브스에게도 피선거권을 허용한 것이다. 그러나 결국 이 협정은 폐기되었고, 플레브스는 총조영관직에 대한 피선거권을 파트리키와 공유하게 되었다. 또한 집정관직이 평민에게 개방된 후, 평민들은 전직 집정관에게만 허용되었던 독재관과 감찰관에 도전할 '사실상의' 권리를 획득했다. 이로 인해 로마는 BC 356년에는 최초의 플레브스 출신의 독재관을 임명했으며, BC 339년에는 5번의 임기 사이에 의무적으로 플레브스 출신의 감찰관이 임명되도록 하는 법안(Lex Publilia)를 통과시켰다. 이러한 흐름을 이어가듯, 기원전 337년에는 법무관직에 플레브스 출신의 Q. Publilius Philo가 임명되었다. 또한, 이러한 기조가 지속되는 와중에 호민관들은 원로들과 급도로 밀접해지는 모습을 보였다. 원로원은 자신들이 원하는 바를 성취하기 위해서 플레브스 출신 공직자들을 활용해야함을 깨달았고, 호민관의 지지를 얻기 위해 호민관에게 상당한 수준의 권력을 주었으며 이로 인해 호민관은 점차 원로원을 대변하는 모습을 보이게 되었다. 호민관직과 원로원 의원직이 점차 독립성을 잃어가면서 플레브스 출신의 원로들이 호민관직에 자신의 가문 사람들을 앉히는 모습도 볼 수 있게 되었다. 이러한 모습이 통시적으로 계속해서 일어나자, 호민관직은 점차 고위직으로 나아가기 위한 중간단계의 성격을 띄게 되었다.
왕정기에 로마 국왕은 lectio senatus라고 불리는 과정을 통해서 새로운 원로를 임명했으나, 이러한 권한은 왕정 전복 이후에 집정관에게 이전되었다. 그러나 기원전 4세기 중엽에 평민회는 'Plebiscitum Ovinium'이라는 법안을 통과시키면서 새로운 원로를 임명할 권한을 집정관에서 감찰관으로 이전시켰다. 이 법안은 기존에 감찰관이 새 재판관들을 임명하는 관행을 성문화하는 것이기도 했다. 물론 이러한 기능이 법안의 주요 기능도 아니며, 반드시 지켜야 하는 것은 아니었으나, 법안의 표현이 워낙에 강경했던 탓에 이러한 규정을 어기는 이는 많지 않았다. 이 법이 통과된 연도에 대해서는 알려진 바가 없으나, 감찰관직이 플레브스에게 진출을 허용했던 기원전 339년부터 감찰관이 신임 원로를 임명했던 첫 기록인 기원전 312년 사이로 보인다. 이 시점에 이르러서는 플레브스가 공직의 상당수를 차지했을 것으로 보이며, 플레브스 출신의 원로 역시 급등했다.  이러한 경향성을 고려하건데, 플레브스가 원로원을 독점하는 것은 시간문제로 여겨졌을 것이다.
새로이 자리잡은 체제하에서 새롭게 임명된 사법공직자는 별도의 절차 없이 원로원의 일원으로 인정되었지만, 원로원에 속하지 않은 플레브스 가문에게 있어 정치계에 입진출하는 것은 여전히 드문 현상으로 남았다. 드문 경우지만 무명의 가문(ignobilis) 출신의 인물이 고위관직에 임명되는 현상은 가이우스 마리우스나 마르쿠스 툴리우스 키케로의 경우처럼 분명 존재했는데, 이는 개인의 특출함에 기인한 것으로 보는 것이 옳을 것이다. 무명 가문의 일원이 고위관직에 임명되는데 장애가 되는 요인들은 여럿 존재했으며, 그중에서도 오랫동안 고위직을 독점해온 명문가들의 존재가 가장 큰 방해요인이었다. 이들은 존재만으로도 로마라는 국가에 대해 오랜 기간 봉사해온 이들이라는 인식을 갖추었기 때문이다. 게다가 선거에 소비되는 비용 자체도 만만치 않으며, 원로직과 그 외의 공직은 대개 무보수에 정당한 절차를 행사하는 데 있어서 소비되는 비용마저 공직자의 사비로 해결하는 것이 일반적이었다. 따라서 공직에 진출하고자 하는 개인에게 일정 수준 이상의 부는 갖추어야만 하는 것이었다. 결과적으로, 신세대에 해당하는 파트리키-플레비안 귀족층이 등장하며 구세대인 파트리키 귀족층을 대체했다. 플레브스들이 정치적 권력을 두고 장기간에 걸친 투쟁을 벌이게 한 것은 장기간 권력을 독점해왔던 파트리키 귀족층이었다. 그러나 파트리키가 고위직을 독점하도록 정당성을 부여했던 법의 힘에 전적으로 의존하였던 옛 귀족은 법이 바뀌면서 결국 전복되었다. 하지만 신세대 귀족층은 구세대 귀족층과 근본적으로 달랐는데, 신세대 귀족층은 초계급적인 회의의 의결에 의해서 형성되어 사회 내부의 기관들에 의해 유지되는 존재이기 때문이다.
플레브스가 파트리키와 정치적으로 평등을 이루었기 때문에 계급 사이의 갈등은 그 끝을 향해 달려가게 되었다. 소수의 플레브스 가문들은 이러한 계급 투쟁의 과정에서 신세대 귀족층의 일원이 되었으나, 구세대 귀족층이 그러했듯이 이들은 일반적인 플레브스의 형편에는 관심을 같지 않았다. 이러한 양상이 계속되는 가운데, 로마는 계속해서 전쟁을 국가적인 사업으로 삼아 그 영광을 영위했고 일반적인 플레비안의 경제적 빈곤은 완화되었다. 계속되는 전쟁은 개인들에게 고용을 보장했으므로 안정적인 수입과 국가에 영광을 안겨준다는 일종의 고양감을 주었으며, 이러한 애국주의적인 발상은 플레브스의 일상에 안녕을 가져다 주었기 때문이다. 5년마다 적어도 한 명의 평민 출신 감찰관을 선출하도록 강제했던 Lex Publilia는 다른 조항이 포함되어있었다. 기존의 절차에 의하면 회의(플레브스 민회, 부족 회의, 켄투리아 의회 모두)에서 의결된 법안은 사후에 파트리키 원로원의 심사를 통과해야만 법안으로의 권위를 인정받았다. 이러한 원로원의 승인은 auctoritas patrum ("아버지의 권위" 또는 "파트리키 상원 의원의 권위")의 형태로 이루어졌는데, Lex Publilia는 이러한 절차를 수정하여 auctoritas patrum이 회의에서의 의결에 사후적인 심사를 하는 것이 아니라 의결 이전에 먼저 승인을 받도록 하였다.
기원전 287년에 이르러서 일반적인 플레브스의 경제적 빈곤은 심화되었다. 이러한 문제의 원인으로는 상환되지 못한 대규모 부채가 지적되었으며, 플레브스는 이에 대해 구제책을 제시할 것을 요구했다. 대부분의 원로들이 채권자의 입장에 있었으므로 구제책을 제시하라는 플레브스의 요구를 무시했으며, 이는 결국 플레브스의 총파업으로 이어졌다. Plebeians는플레브스는 자니콜로 언덕으로 이동해 파업을 벌였으며, 퀸투스 호르텐시우스가 파업을 중재하기 위해서 독재관으로 임명되었다. 플레브스 계급이었던 독재관은 호르텐시우스 법으로 불리는 법안을 통과시켰는데, 이로 인해 평의회나 부족 회의에서의 의결안이 상원의 승인을 받도록 했던 auctoritas patrum는 역사의 뒤안길로 사라지게 되었다. 한편, 켄투리아 회의에서의 의결에 대해서는 여전히 auctoritas paturm의 권위를 인정해주었다. 호르텐시우스 법은 플레브스 민회의 결정이 플레브스와 파트리키 모두에게 구속력을 갖는다는 원칙을 재확인하는 역할을 해주었다. 물론 원로원은 호민관을 통해 여전히 평의회에 간섭할 수 있었으므로 해당 법안의 제정이 귀족층에 대한 민주주의의 최종 승리로 간주되지는 못한다. 따라서 이 법안의 궁극적인 의의는 파트리키가 플레브스를 상대로 행사하는 형식적인 간섭의 온전한 종식에 있다.

## 같이 보기
- 로마 왕국
- 로마 공화국
- 로마 제국
- 플레브스 민회
- 쿠리아
- 집정관
- 법무관
- 감찰관
- 재무관
- 조영관
- 독재관
- 로마 로원
- 쿠르수스 호노룸
- 폰티펙스 막시무스
- 프로쿠라토르

## 참고 문헌
- Abbott, Frank Frost (1901). A History and Description of Roman Political Institutions. Elibron Classics (ISBN 0-543-92749-0).
- Byrd, Robert (1995). The Senate of the Roman Republic. U.S. Government Printing Office, Senate Document 103-23.
- Cicero, Marcus Tullius (1841). The Political Works of Marcus Tullius Cicero: Comprising his Treatise on the Commonwealth; and his Treatise on the Laws. Translated from the original, with Dissertations and Notes in Two Volumes. By Francis Barham, Esq. London: Edmund Spettigue. Vol. 1.
- Lintott, Andrew (1999). The Constitution of the Roman Republic. Oxford University Press (ISBN 0-19-926108-3).
- Polybius (1823). The General History of Polybius: Translated from the Greek. By James Hampton. Oxford: Printed by W. Baxter. Fifth Edition, Vol 2.
- Taylor, Lily Ross (1966). Roman Voting Assemblies: From the Hannibalic War to the Dictatorship of Caesar. The University of Michigan Press (ISBN 0-472-08125-X).
- Kurt Raaflaub, ed. Social Struggles in Archaic Rome: New Perspectives on the Conflict of Orders (University of California Press, 1986) ISBN 0-520-05528-4
- Shindler, Michael (2014). Patrician and Plebeian Sociopolitical Dynamics in Early Rome. The Apollonian Revolt.

### 주요 자료
- Cicero의 De Re Publica, 2권
- 포에니 전쟁 말기의 로마: 로마 정부 분석; 폴리비우스 보관됨 2007-02-05 - 웨이백 머신

### 부가 자료
- 몽테스키외, 로마인의 위대함과 몰락의 원인에 대한 고찰 보관됨 2011-11-06 - 웨이백 머신
- 키케로 시대까지의 로마 헌법
- 고대 로마의 테러 사건이 우리에게 가르쳐 줄 수 있는 것